# 加藤巳一郎
加藤 巳一郎（かとう みいちろう、1917年1月23日 - 1995年6月2日）は、日本の実業家。中日新聞社代表取締役社長および会長、中日ドラゴンズ球団オーナー、共同通信社理事会長を歴任。
愛知県名古屋市西区出身。生涯にわたり中華人民共和国へ数十回の訪問を重ね、要人との交流も多数に及んだことで「中国通」として知られていた。

## 来歴
1917年（大正6年）、愛知県西春日井郡庄内村名塚（現在の名古屋市西区名塚町）で加藤憲一の長男として生まれる。祖父の加藤豊成は明治時代に自由民権運動の闘士として活動した人物であり、自由党で盟友関係に在った大島宇吉が新愛知新聞社を創業した時も出資者として名を連ねていた。
旧制愛知一中（現・愛知県立旭丘高等学校）を経て、1938年（昭和13年）に早稲田大学専門部政治経済科を卒業。祖父が設立に関わった新愛知新聞社へ入社し、戦時下で3年間の取材記者生活を経て販売部門に移る。1942年（昭和17年）、新愛知が戦時統制による「一県一紙」政策を受けて半世紀にわたり激しく競合して来た名古屋新聞と合併し、新たに中部日本新聞社が発足した後は販売網の整備と育成に心血を注いだ。1959年に取締役となったのち常務を経て、1967年（昭和42年）より三浦秀文社長の下で専務兼東京本社代表を歴任する。
1973年（昭和48年）11月、中日スタヂアム事件の責任を取って三浦社長が会長に退いた後を受け、第7代社長に就任。伝統的に派閥争いの激しい社風の中、前任者の三浦に続いて2代連続で新愛知出身者からの社長起用となった。加藤自身は新愛知OBながら大島宇吉の孫で合併後に初代社長へ就任した大島一郎社主よりも名古屋新聞で自身と同じ経理・販売部門を中心に歩んで来た第4代社長の小山龍三社主に近い立場を取っていたが、一方では宇吉が生前の慣習としていた月に一度の豊川稲荷参拝を欠かさなかったと言い、2人の社主が揃って代表権を返上する厳しい局面で両派の「中間派」的なポジションとして、また全国紙の読売新聞が子会社の中部読売新聞を通じて開始した中京圏進出を迎撃すべく販売部門で培った手腕を評価されての抜擢人事であった。社長在任時は大島・小山両派の融和に努め、特にこの時の人事で副社長を退任した大島一芳代表取締役とは互いに異なる派閥に属しながらも良好な関係だったとされる。
1977年（昭和52年）、日本新聞協会理事に就任。1979年（昭和54年）に中部日本放送取締役となり、1989年（平成元年）より相談役を歴任する。1980年（昭和55年）6月から1987年（昭和62年）6月までに共同通信社理事会長を務めた。
1981年（昭和56年）、小山龍三社主の養弟で中日ドラゴンズの球団オーナー専任となっていた小山武夫の退任に伴いオーナー職を引き継いだ。1987年（昭和62年）6月に社長職を大島宏彦へ譲り、会長に就任する。生涯現役をモットーに、積極的かつ現実な経営姿勢で中日新聞を全国有数の日刊紙に育て上げた「販売の神様」として、業界では「東の務台、西の加藤」と評されていた。1988年（昭和63年）4月、勲一等瑞宝章を授章。また、同年より横綱審議委員会の委員を務めている。
1995年（平成7年）6月2日、急性心不全のため名古屋市内の病院で死去。享年79（満78歳没）。長男の加藤久昌は中日新聞社内部統制室長を歴任しており、2000年（平成12年）の時点で若干数ながら中日新聞社の個人株主として名を連ねている。

## エピソード
- 中日の監督を2度にわたって務めた星野仙一を全面的に信頼し、またバックアップしていた[14]。